# Traniínos
Traniínos (Thraniini) é uma tribo de coleópteros da subfamília Cerambycinae.

## Sistemática
- Ordem Coleoptera
  - Subordem Polyphaga
    - Infraordem Cucujiformia
      - Superfamília Chrysomeloidea
        - Família Cerambycidae
          - Subfamília Cerambycinae
            - Tribo Thraniini Gahan, 1906
              - Gênero Elongatomerionoeda Hayashi, 1977
              - Gênero Psebena Gahan, 1902
              - Gênero Thranius Pascoe, 1859